# Tasata tullgreni
Tasata tullgreni är en spindelart som först beskrevs av Roewer 1951.  Tasata tullgreni ingår i släktet Tasata och familjen spökspindlar.
Artens utbredningsområde är Bolivia. Inga underarter finns listade i Catalogue of Life.